# Erlana Larkins
Erlana Larkins, née le 2 avril 1986 à West Palm Beach (Floride) est une joueuse américaine professionnelle de basket-ball.

## Biographie
Avec les Tar Heels de la Caroline du Nord, Erlana Larkins obtient des moyennes de 13,7 points à 57,1 %, 8,3 rebonds . Elle est la septième joueuse de l'ACC avec plus de 1000 points, 1000 rebonds, 300 passes décisives, 200 interceptions et 100 contres sur sa carrière universitaire. Elle est sélectionnée dans la All-ACC first team en 2006, 2007 et 2008.
Avec USA Basketball, elle remporte les Pan Am Games à Rio de Janeiro en 2007. En 2006, elle dispute le championnat des Amériques des moins de 20 ans à Mexico, après avoir en 2005 disputé le Mondial des moins de 19 ans en Tunisie. En 2004, elle est membre de l'équipe junior qui dispute le championnat des Amériques à Porto Rico.
Elle est draftée en 2008 en 14e position par le Liberty de New York. En 27 rencontres, elle est une fois meilleure scoreuse et deux fois meilleure rebondeuse de sa formation, pour des moyennes annuelles de 4,8 points and 2,7 rebonds. La saison suivante, elle dispute 18 rencontres. En 2010, elle n'est pas conservée par le Liberty, ni la saison suivante par le Phoenix Mercury. Pour la saison 2012, elle est signée par le Fever de l'Indiana où elle se révèle durant les play-offs, contribuant activement à la victoire de son équipe lors des Finales.
En 2008-2009, elle joue en Turquie à Samsun où elle obtient des moyennes de 14,5 points et 12 rebonds en 20 rencontres. En 2009-2010, elle rejoint Mersin pour 11,4 points et 8,7 rebonds en 18 rencontres. Dans le même club la saison suivante, pour 11,9 points et 10,2 rebonds en 22 rencontres. Toujours à Mersin, elle dispute le championnat 2011-2012 pour 10,5 points et 10,9 rebonds avec Shavonte Zellous, qui la recommande au Fever.
En 2013-2014, elle commence la saison en Chine au Jiangsu Phoenix où avec 11,3 points et 11,6 rebonds, elle est de loin l'étrangère la moins prolifique au scoring. Son club la libère par anticipation en janvier pour rejoindre le club italien de Famila Schio qui décroche le titre de champion avec des statistiques personnelles de 13,9 points, 11,1 rebonds en championnat italien et 10,4 points et 10,0 rebonds en Euroligue. En juillet 2014, Elle signe pour le club turc d'Adana ASKI (ex-Tarsus Belediye).
Pour 2017-2018, elle joue en Turquie avec Cukurova. Blessée durant cette expérience, elle fait son retour en WNBA mi-juillet 2018 en signant un contrat d'une semaine avec le Lynx du Minnesota.

## Clubs
Championnats étrangers
- 2008-2009 :  Samsun
- 2009-2012 :  Mersin Büyükşehir Belediyesi SK
- 2013-2014 :  Jiangsu Phoenix
- 2013-2014 :  Famila Schio
- 2014-? :  Adana ASKI
- 2017-2018 :  ÇBK Mersin

Championnats WNBA
- 2008-2009 : Liberty de New York
- 2012-2017 : Fever de l'Indiana
- 2018- : Lynx du Minnesota

## Palmarès
- Médaille d'or aux Pan Am Games 2007 à Rio de Janeiro
- Championne WNBA 2012
- Championne d'Italie 2014[5]